# Gyula Mándi
Gyula Mándi (ur. 21 stycznia 1899 w Budapeszcie, zm. 18 października 1969 tamże) – węgierski piłkarz, a także trener.

## Kariera piłkarska
Mándi karierę rozpoczynał w 1916 roku w zespole Ferencvárosi TC. W 1919 roku trafił do MTK Hungária FC. Barwy tego klubu reprezentował do końca kariery w 1937 roku. W tym czasie zdobył z nim dziesięć mistrzostw Węgier (1919, 1920, 1921, 1922, 1923, 1924, 1925, 1929, 1936, 1937), a także trzy Puchary Węgier (1923, 1925, 1932).

## Kariera reprezentacyjna
W reprezentacji Węgier Mándi zadebiutował 5 czerwca 1921 w wygranym 3:0 towarzyskim spotkaniu z Niemcami. W 1924 roku znalazł się w kadrze na Letnie Igrzyska Olimpijskie. Zagrał na nich w meczach z Polską (5:0) i Egiptem (0:3). W latach 1921–1934 w drużynie narodowej rozegrał łącznie 32 spotkania.

## Kariera trenerska
W latach 1957-1958 Mándi prowadził brazylijski zespół America FC (RJ). W 1959 roku został selekcjonerem reprezentacji Izraela. W roli tej zadebiutował 21 października 1959 roku w zremisowanym 2:2 meczu kwalifikacji Letnich Igrzysk Olimpijskich z Jugosławią. W 1960 roku doprowadził kadrę Izraela do finału Pucharu Azji. Trenował ją do 1963 roku. Potem prowadził ją jeszcze w 1964 roku, jednak wówczas nie rozegrała ona pod jego wodzą żadnego spotkania.

## Źródła
- Profil piłkarski na eu-football.info (ang.)
- Profil trenerski na eu-football.info (ang.)
- Gyula Mándi w bazie National Football Teams (ang.)